# Janet Henfrey
Janet Henfrey, née le 16 août 1935 à Aldershot, est une actrice britannique spécialisée dans les séries télévisées.

## Filmographie

### Cinéma
- 1963 : It's All Happening (en) : April
- 1974 : Top Secret : Embassy Section Head
- 1981 : Mark Gertler: Fragments of a Biography : Lady Ottoline Morrell
- 1981 : Reds : Emma Goldman's Jail Guard (non crédité)
- 1983 : Fanny Hill (en) : Lady in Intellegence Office (non crédité)
- 1985 : She'll Be Wearing Pink Pyjamas : Lucy
- 1986 : Foreign Body (en) : Landlady
- 1986 : Lady Jane : Housekeeper
- 1989 : Le Cuisinier, le voleur, sa femme et son amant : Alice
- 1990 : The Fool
- 1994 : A Pin for the Butterfly (en) : Mrs. Veverka
- 1994 : Le Château du petit dragon (Dragonworld) : Miss Twittingham
- 1997 : Au cœur de la tourmente : Mrs. Rigby
- 1997 : L'Homme qui en savait trop... peu : Ms. Goldstein
- 1997 : Mrs Dalloway : Miss Pym
- 1998 : Jilting Joe : Miss Doughty
- 1998 : Les Misérables : Mme. Gilot
- 1998 : À tout jamais: Une histoire de Cendrillon : Celeste
- 1999 : Un mari idéal : Miss Prism
- 2000 : Les 9 vies de Tomas Katz : Janice Waily
- 2001 : Coup de peigne : Aerobics Teacher
- 2006 : La Malédiction : Mrs. Horton
- 2009 : National Theatre Live: All's Well That Ends Well : The Widow
- 2009 : Sezon tumanov : Mary
- 2012 : Metamorphosis (en) : The Cleaner
- 2014 : Mr. Turner : Janet (non crédité)
- 2015 : London Road : Ivy
- 2016 : Bridget Jones Baby : Mavis Enderbury
- 2016 : Orgueil et Préjugés et Zombies : Dowager

• 2022 : Persuasion : Lady Dalrymple

### Courts-métrages
- 2001 : Mr. Thompson's Carnation
- 2009 : Scouting for Rudeboys
- 2012 : Our Life Together

### Télévision

#### Séries télévisées
- 1964 : Silas Marner : Miss Gunn (2 épisodes)
- 1964 : Martin Chuzzlewit (mini-série) : Bridesmaid / Second Daughter (2 épisodes)
- 1965 : A Tale of Two Cities : Mrs. Cruncher (2 épisodes)
- 1965 : The Wednesday Play : Miss Tillings (1 épisode)
- 1968 : The Jazz Age : Frau Tonn (1 épisode)
- 1968 : Tickertape : Elle-même (2 épisodes)
- 1973 : Wessex Tales (mini-série) : Mary (1 épisode)
- 1975 : Churchill's People : Charlotte (1 épisode)
- 1981 : Great Expectations (mini-série) : Camilla (1 épisode)
- 1983 : Jury : Miss Wood (1 épisode)
- 1983 : Reilly, Ace of Spies (en) (mini-série) : Receptionist (1 épisode)
- 1984 : Le Joyau de la couronne (The Jewel in the Crown) : Edwina Crane (1 épisode)
- 1984 : Chocky : Cranky Woman (1 épisode)
- 1984 et 1992 : Screen Two : Mlle Debierre / Teacher (2 épisodes)
- 1985 : Oliver Twist (en) : Martha (3 épisodes)
- 1985 : Victoria Wood: As Seen on TV : Mrs Hennigan (1 épisode)
- 1986 : Alice au pays des merveilles : Reine de coeur (2 épisodes)
- 1986 : Henry's Leg (mini-série) : Mrs. Snell (1 épisode)
- 1986 : The Singing Detective (en) (mini-série) : Schoolteacher (5 épisodes)
- 1987 : Boon (en) : University Registrar (1 épisode)
- 1987-1988 : Simon and the Witch (en) : Tombola (6 épisodes)
- 1989 : A Fine Romance : Olga (1 épisode)
- 1989 : Capstick's Law : Miss Price (1 épisode)
- 1989 : Docteur Who : Miss Hardaker (2 épisodes)
- 1989 : Wonderworks: Young Charlie Chaplin : Sister Mills (1 épisode)
- 1990 : Alleyn Mysteries : Mrs. Hipkins (1 épisode)
- 1991 : Casualty : Sister Joan (1 épisode)
- 1991 : Jeeves and Wooster : Miss Mapleton (1 épisode)
- 1991 : The Upper Hand (en) : Dorothy Cooper (1 épisode)
- 1992 : Crime Story (en) : Kathleen Calhaem (1 épisode)
- 1992 : Moon and Son : Madame Lefebre (1 épisode)
- 1993 : Just a Gigolo (en) : Cynthia (1 épisode)
- 1993 : Les Règles de l'art (en) (Lovejoy) : Miss Frobisher (1 épisode)
- 1993 : One Foot in the Grave : Miss Lander (1 épisode)
- 1993-2005 : As Time Goes By (en) : Mrs. Bale (16 épisodes)
- 1994 : Downwardly Mobile : Anna (1 épisode)
- 1995 : Le Club des cinq : Aggie (1 épisode)
- 1995 : Mike & Angelo (en) : Mrs. Hardacre (1 épisode)
- 1996 : No Bananas (en) : Miss Cardew (6 épisodes)
- 1996 : Le Prince et le Pauvre (mini-série) : Goody Watson (3 épisodes)
- 1997 : Cone Zone : Twigg (1 épisode)
- 1999-2000 : Amandine Malabul (The Worst Witch) : Miss Hecate Broomhead (2 épisodes)
- 2001 : Mon ami le fantôme : Hettie Craven (1 épisode)
- 2001 : My Uncle Silas (mini-série) : Tante Tibby (2 épisodes)
- 2001 : Un bon petit rat (en) (I Was a Rat) : Mrs. Cribbins (3 épisodes)
- 2002 : Tipping the Velvet (mini-série) : Mrs. Jex (2 épisodes)
- 2010-2014 : Doctors : Poppy Heppel / Martha Bidwell (2 épisodes)
- 2013 : Miss Marple : Mrs. Lee (1 épisode)
- 2013 : Quick Cuts : Cliente (1 épisode)
- 2014 : Doctor Who : Mrs. Pitt (1 épisode)
- 2014 : Father Brown : Vera Thimble (1 épisode)
- 2014 : Toast of London : Penny Traitor (1 épisode)
- 2015 : Dans l'ombre des Tudors : Lady Margaret Pole (2 épisodes)
- 2017 : The Crown : Vita Sackville-West (1 épisode)
- 2018 : Nutritiously Nicola (2 épisodes)

#### Téléfilms
- 1983 : The Weather in the Streets : Lady Blanche
- 1988 : Wild Things : Sophie Buchanan
- 1991 : Bernard and the Genie (en) : Miss Purse
- 1996 : The Moonstonee (en) : Mrs. Yolland
- 1998 : The Treasure Seekers : Governess
- 1999 : Doomwatch: Winter Angel : Julie
- 2001 : Attila le Hun : Palcharia
- 2003 : Dr. Jekyll and Mr. Hyde : Mrs. Robey
- 2010 : Fairytale of London Town : Elsie Grindell